# FBR

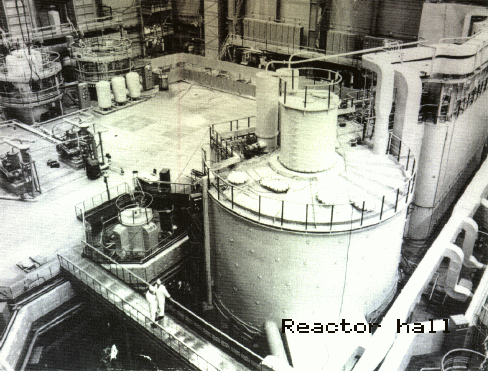
Reaktor jądrowy FBR typu BN-350 w Szewczence służył do odsalania wody.

FBR (Fast Breeder Reactor) – typ reaktora prędkiego powielającego, chłodzonego ciekłym sodem, będący w stanie wytwarzać więcej materiału rozszczepialnego niż zużywa. Reaktor FBR wykorzystuje neutrony prędkie do przemiany materiału paliworodnego - uranu jako zubożonego uranu, czyli izotop U-238 w pluton Pu-239, który jest paliwem jądrowym. Pierwszy przemysłowy tego typu reaktor (BN-350) działał w Szewczence.